# 1917 en Norvège
Chronologie de la Norvège
- 1913
- 1914
- 1915
- 1916
- 1917
- 1918
- 1919
- 1920
- 1921

Cet article présente les faits marquants de l'année 1917 en Norvège ou relatifs à la Norvège.

## Gouvernance
- Haakon VII est roi de Norvège.
- Gunnar Knudsen dirige le gouvernement  .

## Événements
- Le Prix Nobel de la paix est décerné au Comité international de la Croix-Rouge
- 6 juin : le coût élevé de la vie conduit à des manifestations dans tout le pays[1].

## Naissances
- Naissance en Norvège en 1917

## Décès
- Décès en Norvège en 1917